# Bazaia
Bazaia o Bāzāiu va ser el 52è rei d'Assíria segons la Llista dels reis d'Assíria. Va regnar potser entre els anys 1648 aC i 1620 aC.
No se sap segur si era fill d'Iptar-Sin, a qui va succeir, o ho era de Belubani. Segons la Llista dels reis va regnar durant 28 anys, i no en queden inscripcions conegudes. La durada del seu regnat sembla afavorir la versió que era fill d'Iptar-Sin. Si era besoncle del seu antecessor, la branca directa de la família reial s'hauria extingit al morir Iptar-Sin encara jove i segurament sense descendència i Bazaia hauria arribat al tron com a degà de la família o com el parent més proper. Al final del seu regnat, Lullaia va usurpar el tron que va conservar poc temps. Xuninua, fill de Bazaia, va organitzar una revolta i va ecuperar el tron.